# Candye Kane

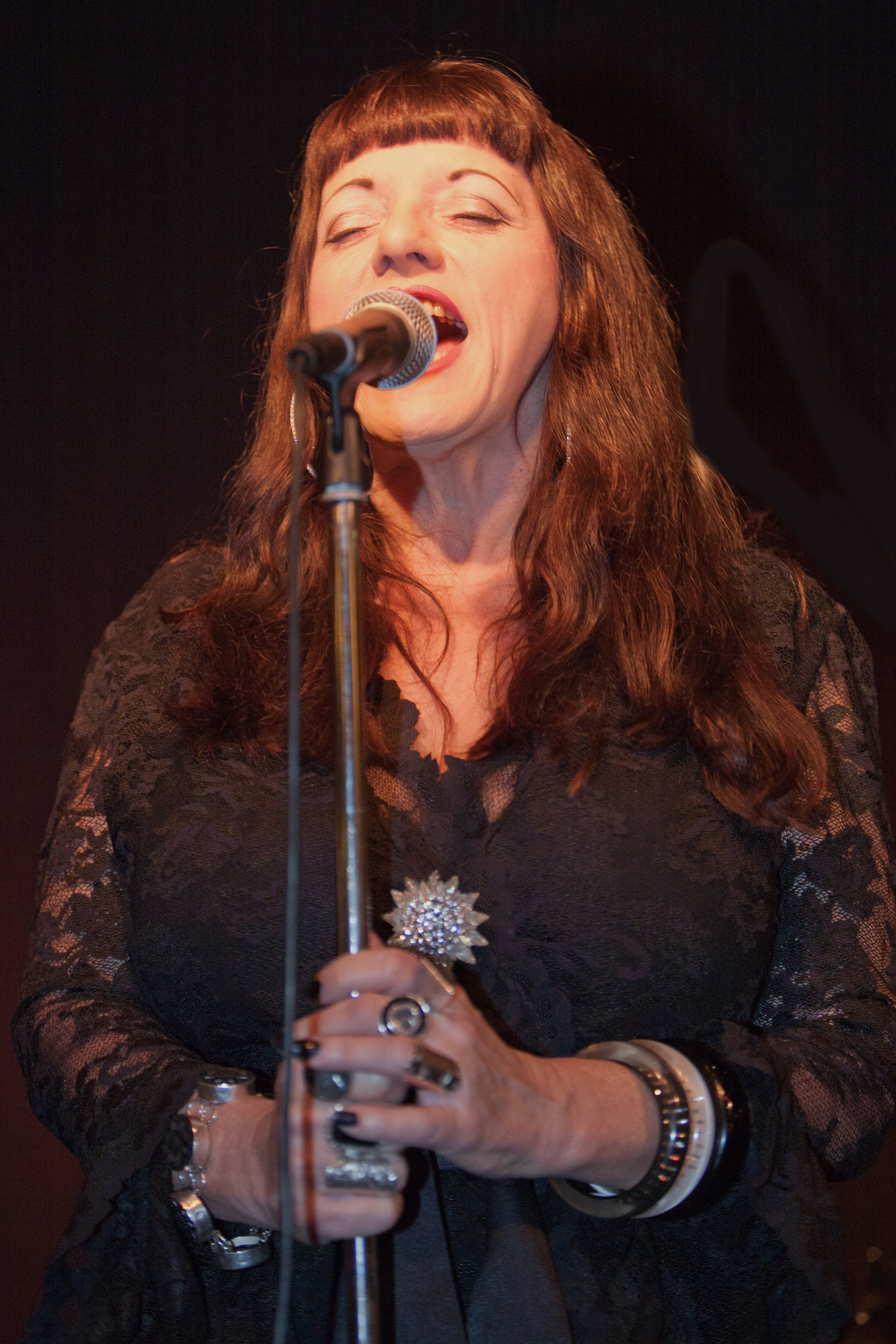
Candye Kane (2012)

Candye Kane (* 13. November 1961 als Candace Hogan in Ventura, Kalifornien; † 6. Mai 2016 in Los Angeles, Kalifornien) war eine US-amerikanische Blues-Sängerin. Mitte der 1980er Jahre zeitweilig im Stripper- und Pornofilm-Genre tätig, deckte sie als Musikerin, Songschreiberin und Interpretin unterschiedliche Spielweisen ab – vom Swing-betonten Rhythm ’n’ Blues der Spätvierziger über klassischen Chicago Blues bis hin zu Rockabilly-artigen Spielvarianten.

## Biografie

### Kindheit und Jugend
Candye Kane wuchs in einem Blue-Collar-Haushalt mit jüdischstämmigen Wurzeln auf. Ihre Kindheit und Jugend verlebte sie in Highland Park, einem Problembezirk in der nordöstlichen Peripherie von Los Angeles. An der örtlichen High School freundete sie sich mit mexikanischstämmigen Jugendlichen aus dem weiteren Umfeld von Jugendgangs an. Dort lernte sie unter anderem, Spanisch zu singen und zu sprechen. Weitere musikalische Gehversuche absolvierte sie mit der Organisation von Konzerten und Musical-Aufführungen in ihrer Nachbarschaft. Mit vierzehn erhielt sie ein Angebot des Musikkonservatoriums der USC. Weil sie mit Oper und klassischer Musik nichts anzufangen wusste, nahm sie dieses allerdings nicht wahr. Mit siebzehn wurde sie das erste Mal schwanger. Aufgrund der beengten Wohnsituation (als alleinerziehende Mutter wohnte sie mit ihren Eltern im selben Haus) sowie der finanziell klammen Situation verdingte sie sich zunächst als Stripperin. Spezialität: Im Unterschied zu anderen strippte sie nicht zu zeitgenössischem Disco-Sound wie beispielsweise dem von Donna Summer, sondern im Neoburlesque-Stil mit Cowboyhut nach der Musik von Bands und Interpreten wie Joe Liggins and the Honey Drippers, Wynonie Harris und Ray Price. Später arbeitete sie als Plus-Size-Pornostar in einer Reihe von Pornofilm-Produktionen. Das während ihrer Zeit als Sexarbeiterin verdiente Geld, so Kane später, habe sie dazu verwendet, ihre musikalische Karriere voranzutreiben sowie professionelle Mitmusiker zu engagieren.
Erste musikalische Orientierungsversuche erfolgten parallel zu ihren Jobs im Sexbusiness. Nach einem kurzen Gastspiel in der lokalen Punk-Rock-Szene erfolgten stilistische Abstecher in die Bereiche Country und Roots Rock. Zeitweilig wirkte Candye Kane parallel bei mehreren Bands mit – zusammen mit zwei Cousins in der Punkcombo The Gemini 3 sowie der für professionellere Auftritte gebildeten Formation Rawhide. Rückblickend beschrieb Kane die 1980er anlässlich mehrerer Gelegenheiten als turbulente Zeit – bestimmt von gemeinsamen Auftritten mit einer Reihe bekannterer Acts wie zum Beispiel Black Flag, Social Distortion, Dwight Yoakam, den Circle Jerks, Los Lobos, The Blasters sowie Lone Justice. Die mit wechselnden Mitmusikern zusammengestellten Country-Formationen errangen mit der Zeit lokale Aufmerksamkeit. Candye Kane wurde von Talentscouts der zum CBS-Konzern gehörenden Plattenfirma Epic Records entdeckt und konnte einen Vorvertrag abschließen. Der fast unter Dach und Fach befindliche Major-Deal scheiterte allerdings. Grund waren zum einen Vorbehalte von CBS, ob Kane in das anvisierte Genre Mainstream-Country passte. Als Ausschlussgrund hinzu kam ihr Nebenjob im Pornometier, von dem das Label zwischenzeitlich Kenntnis erlangt hatte. Ihre Bemühungen, im Nashville-orientierten Country-Genre eine Karriere zu starten, schloss Candye Kane nach diesen Erfahrungen ab. Als Sängerin und Entertainerin entschloss sie sich zu einer weiteren musikalischen Umorientierung – diesmal in Richtung Blues und den expressiven Stil bekannter Nachkriegsinterpretinnen wie Etta James und Ruth Brown.

### Karriere als Bluessängerin
1986 zog Candye Kane nach San Diego um. Dort heiratete sie den Bassisten Thomas Yearsley, Mitglied der Rockabilly-Formation The Paladins, mit dem sie 14 Jahre zusammen war und einen Sohn bekam. Darüber hinaus schrieb sie sich am Palomar College ein, wo sie das Fach Woman Studies als Hauptfach belegte. Gesanglich qualifizierte sie sich ebenfalls weiter. Am College beteiligte sie sich an der Inszenierung des bekannten Musicals Oklahoma!. Ein weiterer Ausdruck ihres neuen, tiefer gehenden Interesses an Musik waren erste selbstgeschriebene Songs. Yersleys Paladins fungierten schließlich auch als Produzenten ihrer ersten, 1992 erschienenen und im Selbstverlag distributierten CD Burlesque Swing. Stilistisch gesehen war Burlesque Swing ein stark am Jump Blues der Nachkriegsjahre orientiertes Werk. Ähnlich bläserlastigen Sound offerierte auch die Folge-CD aus dem Jahr 1994: Home Cookin’. Ebenso wie die im Jahr darauf erschienene CD Nummer drei, Knockout, erschien Home Cookin’ auf dem Label des Bluesmusikers und Recordfirma-Betreibers Clifford Antone. Anders als die Vorgänger enthielt Knockout nicht nur Bluesstücke, sondern auch einige Country-orientierte Nummern. Album Nummer vier, Diva la Grande, erschien 1997. Als Produzenten fungierten Derek O’Brien sowie der Roots-Rock-Musiker Dave Alvin. You Need a Great Big Woman und All You Can Eat, zwei eingängige Bluesnummern, avancierten in der Folgezeit zu beliebten Stamm-Nummern bei Live-Konzerten.
Bei unterschiedlichen Klein-Labels erschienen auch die beiden Folge-CDs Swango (1998; Produzent: Mike Vernon) und The Toughest Girl Alive (2000; Produzent: Scott Billington). Stilistisch präsentierte The Toughest Girl Alive unterschiedliche Tempi und Blues-Spielarten – ein Gemisch aus klassischen Rhythm ’n’ Blues (For Vour Love), Rockabilly-Anklängen (Je n’en peux plus sans na Cadillac) und Nachkriegs-Crooning (Highway of Tears). Die nächsten vier CDs erschienen bei dem im thüringischen Lindewerra ansässigen deutschen Blueslabel Ruf Records: Whole Lotta Love (2003), White Trash Girl (2005), Guitar’d and Feathered (2007) sowie die programmatische Zusammenstellung Blues Caravan: Guitars & Feathers mit Stücken von Candye Kane und den Bluesmusikerinnen Deborah Coleman und Dani Wilde. Die Aufnahmen zu Whole Lotta Love erfolgten im ländlich geprägten, nördlich von Los Angeles gelegenen Topanga Canyon. Mitmusiker waren unter anderem der Gitarrist Charlie Musselwhite, Ex-Little-Feat-Drummer Ritchie Hayward, Canned-Heat-Bassist Larry Taylor sowie der Saxophonist Brandon Fields. Als Titelstück enthielt Whole Lotta Love eine Cover-Interpretation des (seinerseits auf einem Bluesstück von Willie Dixon basierenden) Led-Zeppelin-Rockklassikers Whole Lotta Love. White Trash Girl wartete mit dem von Kane bekannten Mix aus Blues-Stücken auf. Ebenso Guitar’d and Feathered, das im Unterschied zum Vorgängeralbum noch stärker von Rockabilly-Elementen geprägt war.
Parallel zu ihren CD-Veröffentlichungen baute Candye Kane ihre Live-Präsenz aus. Zwischenzeitlich absolvierte die Sängerin mehr als 200 Konzerte im Jahr – darunter Auftritte auf bekannten Jazz- und Blues-Festivals wie dem Ascona Jazz Festival, dem Monterey Jazz Festival und dem Waterfront Blues Festival sowie den Internationalen Filmfestspielen in Cannes. Aufgrund einer Krebserkrankung musste sie eine für 2008 geplante Auftrittsserie absagen. Nach überstandener Krankheit meldete sie sich 2009 mit einem neuen Album zurück. Titel: Superhero – einem noch stärker als die Vorgängeralben von klassischem Blues und Rockabilly geprägtem Werk. Eine weitere Produktion um die Jahrzehntwende war eine autobiografisch geprägte Musikrevue mit dem Titel The Toughest Girl Alive. Dramaturgisch setzte der Regisseur Javier Velasco Kanes Material in Szene. Die Uraufführung fand – nach einer ungefähr zweijährigen Vorlaufzeit – im Januar 2011 im Moxie Theatre in San Diego statt. Das musikalische Material, bestehend aus bekannten sowie zuvor nicht veröffentlichten Titeln, erschien als Best-of-Zusammenstellung unter dem Titel The Best of Candye Kane. Songs from the Stage Play ‚The Toughest Girl Alive‘.
Zusätzlich erschien 2011 eine weitere Studioproduktion, Sister Vagabond. Sie variierte nicht nur das bereits bekannte Stilspektrum der Sängerin. Zusätzlich dokumentierte das neue Album auch Kanes (anlässlich von Live-Konzerten bereits erfolgreich etablierte) Zusammenarbeit mit der Gitarristin Laura Chavez. Titeltechnisch enthielt Sister Vagabond die übliche Mischung aus eigenen und fremden Stücken – etwa das im Stil von Stevie Ray Vaughan eingespielte und von Rod Piazza an der Mundharmonika begleitete Texas-Shuffle Hard Knock Gal sowie der Johnny-Guitar-Watson-Titel I Love To Love You. Folgealbum war eine im Selbstverlag erschienene Live-CD zusammen mit der Bluespianistin Sue Palmer, einer weiteren regelmäßigen Tourbegleiterin Kanes. Titel: One Night in Belgium (2012). Coming Out Swingin’ aus dem Jahr 2013 schließlich – ebenfalls eingespielt mit Laura Chavez – changierte stilistisch zwischen Kane-bekanntem Rhythm’n’Blues und gitarrenbetontem Rockabilly.
Candye Kane wurde mehrfach für die Auszeichnung Blues Music Award nominiert. In ihrer Heimatstadt San Diego erhielt sie mehrere einschlägige Auszeichnungen.

## Positionen, Engagement und Kritiken
Als Musikerin sah sich Candye Kane eindeutig in der Tradition des Blues. Zwar hätten in ihrer Kindheit und Jugend Country sowie die zeitgenössische Pop- und Rockmusik eine große Rolle gespielt – Hank Williams beispielsweise, Carole King und Bob Dylan, allerdings auch typische Siebzigerjahre-Bands wie beispielsweise Led Zeppelin. Kane rückblickend über ihre damaligen Musikpräferenzen: „Ich bin ein Kind der späten Siebziger und das war die Musik, die wir uns anhörten. Zu der Zeit war die Musik der Sechziger für uns ‚altmodisch‘ und ich kam dann erst über Umwege zum Blues.“ Als musikalische Einflüsse benannte sie vor allem die Sängerinnen des Genres: Bessie Smith, Memphis Minnie, Big Maybelle, Bonnie Raitt, Big Mama Thornton sowie Sister Rosetta Tharpe. Vorbilder seien für sie darüber hinaus die Rockabilly-Interpretinnen Wanda Jackson und Janis Martin, die Countrysängerinnen Patsy Cline und Kitty Wells, die Soul- und Jazzinterpretinnen Aretha Franklin, Dinah Washington und Eartha Kitt, die Show-Entertainerinnen Bette Midler, Sophie Tucker und Mae West sowie der Jazzsaxophonist Ornette Coleman gewesen. Ihre Vorliebe für den Blues erklärte sie wie folgt: „Ich kann nichts Schlechtes über die Bluesklischees sagen. Das Klischee entstand aus einer Not heraus: Durch Menschen, deren Leben so dunkel war, dass nur Musik es ein wenig erhellte. So ging es auch mir.“
Sowohl mit ihrer Tätigkeit in der Sexindustrie als auch mit ihrer späteren Krebserkrankung ging Candye Kane offen um. So habe sie sich nach dem Platzen der Zusammenarbeit mit CBS bewusst dazu entschlossen, unter ihrem alten Namen weiter zu arbeiten – nicht zuletzt deswegen, weil sie unter diesem bereits 1983 Aufnahmen gemacht habe. Persönlich bezeichnete sie sich als sex-positive Feministin; ihre sexuelle Orientierung charakterisierte sie als bisexuell. Politisches Engagement an den Tag legte sie vor allem beim Thema Gewalt gegen Sexarbeiterinnen. Anlässlich des Mordes an einer Prostituierten in San Diego organisierte sie im Rahmen des International Day to End Violence Against Sex Workers eine Mahnwache. Darüber hinaus engagierte sie sich für AIDS-Kranke und Kinderspitäler und sprach sich – ungeachtet ihres jüdischen Glaubens – gegen eine einseitige Sichtweise im Nahostkonflikt aus. Ihre Erkrankung verglich sie wiederholt mit der des Apple-Gründers Steve Jobs, bei dem ebenfalls Bauchspeicheldrüsenkrebs diagnostiziert worden war. Die Erkrankung habe ihr gezeigt, wie endlich das Leben sei, und sie motiviert, weiter an ihrer Version des amerikanischen Traums zu arbeiten.
Was die Umsetzung ihrer musikalischen Projekte anbelangt, galt Candye Kane als Netzwerkerin. Ihr ältester Sohn Evan wirkte als Schlagzeuger sowohl an CD-Einspielungen als auch bei Konzertauftritten mit. Darüber hinaus pflegte Kane stark die Zusammenarbeit mit anderen Bluesmusikerinnen – insbesondere der Gitarristin Laura Chavez und der Pianistin Sue Palmer, die zu einer Art festen Begleitbandbesetzung avancierten. Darüber hinaus absolvierte Kane regelmäßig Auftritte mit den beiden Musikerinnen Ana Popović und Sue Foley – wobei einem Interview zufolge Foley ihr den Kontakt zu Chavez vermittelt habe. In Bezug auf die etablierte Bluesszene sah sie sich abseits des Mainstreams. Mit der Ignoranz bestimmter Teile der Bluesszene könne sie allerdings leben. Ausgleichend bekomme sie viel Unterstützung aus der Queer-, Fat-Girl- und Rockabilly-Community. Manche Blues-Fans, insbesondere die Puristen des Genres, sollten sich – so Kanes Ratschlag – stärker mit der Bedeutung von Sexualität für die Geschichte des Genres beschäftigen.
In San Diego und Umgebung galt Candye Kane mit ihrer Begleitband als fest etablierte Größe. Auch überregional und USA-weit wurden ihre Qualitäten als Sängerin und Live-Performerin positiv, zum Teil enthusiastisch hervorgehoben. Das People Magazin bezeichnete Candye Kane als Blues-Diva, die ohne Blutvergießen jede Party auf Vordermann bringe. Der Philadelphia Inquirer charakterisierte sie als ernsthafte, powergeladene Sängerin, die alle mitreiße. Die Washington Post konstatierte ihr eine Stimme wie ein Naturwunder. Auch in Deutschland, der Schweiz und benachbarten Ländern stießen Candye Kanes CD-Produktionen und Livekonzerte vorwiegend auf positive Resonanz. Das Online-Magazin Rocktimes schrieb anlässlich der Blues-Caravan-Tournee 2005: „Candye Kane war der Star des Abends. Sie wusste es, das Publikum wusste es, die Band wusste es und Sue Foley und Ana Popovic auch. Aber Candye Kane ließ es zu keiner Zeit heraushängen. Natürlich kamen die beiden Gitarristinnen nach ein paar Songs ebenfalls auf die Bühne und schon agierte plötzlich eine 6-Personen-Formation. Candye Kane schaffte es sogar, das Publikum zum Mitsingen zu animieren.“
Das Schweizer Bluesportal Bluesnews.ch hob vor allem den Wechsel von Jump Blues zu gitarrenbetontem Rockabilly hervor, den die neue Kane-Formation bei einem Auftritt 2012 zelebrierte. Bluesnews.ch: „Candye Kane ist mir seit ihrer CD Swango ein Begriff und das Folgealbum the toughest girl alive von 2000 machten bereit klar: diese Frau hat eine Stimme, die für den Blues geboren ist und trainiert wurde. Ihre musikalische Vielseitigkeit beeindruckte, und sie wurde zu Recht bekannt für ihren fröhlichen Jump Blues mit einer Prise Swing. Arrangements wie jene der frühen Candye Kane mit Bläsersatz und Backgroundsängern gab es am Konzert nicht zu hören. Die Band bestand neben der Sängerin nur noch aus dem Powertrio John Rautmann am Schlagzeug, Kennan Shaw am e-Bass und Laura Chavez an der Gitarre.“

## Diskografie

### Reguläre Veröffentlichungen
- Burlesque Swing (1987; Selbstveröffentlichung)
- Home Cookin'  (1994; Antone’s Records)
- Knockout (1995; Antone’s Records)
- Diva La Grande (1997; Antone’s Records / 2005: Ruf Records)
- Swango (1998; Sire)
- The Toughest Girl Alive (2000; Bullseye Blues & Jazz)
- Whole Lotta Love (2003; Ruf Records)
- White Trash Girl (2005; Ruf Records)
- Guitar’d and Feathered (2007; Ruf Records)
- Superhero (2009; Delta Groove Music)
- Sister Vagabond (2011; Delta Groove Music)
- Coming Out Swingin’ (2013; Sister Cynic)

### Compilations und Live-Alben
- A Town South of Bakersfield, Vol. 1 (1986; Enigma Records; mit Dwight Yoakam, Lucinda Williams und anderen)
- Blues Caravan: Guitars & Feathers (2008; Ruf Records; mit Deborah Coleman und Dani Wilde)
- Rich Mans War (2008; Ruf Records)
- One Night in Belgium (2011; ohne Label; mit Sue Palmer)

### Best-of-Zusammenstellungen
- The Best of Candye Kane. Songs from the Stage Play ‚The Toughest Girl Alive‘ (2011; Selbstveröffentlichung)